# Новоуспенка (Красноярский край)
Новоуспенка — село в Абанском районе Красноярского края России. Административный центр Новоуспенского сельсовета.

## История
Деревня Ново-Успенка была основана в 1898 году. По данным 1929 года в деревне имелось 136 хозяйств и проживало 728 человек (в основном — белорусы). Функционировали школа, лавка общества потребителей и сельсовет. Административно деревня являлась центром Новоуспенского сельсовета Абанского района Канского округа Сибирского края.

## География
Село находится в центральной части района, к западу от реки Почет (левый приток реки Бирюса), примерно в 15 км (по прямой) к северо-востоку от посёлка Абан, административного центра района. Абсолютная высота — 270 метров над уровнем моря.

## Население
| 1926 | 1989 | 2002 | 2010 |
| ---- | ---- | ---- | ---- |
| 728  | ↘635 | ↗685 | ↘620 |

Гендерный состав
По данным Всероссийской переписи населения 2010 года 304 мужчины и 316 женщин из 620 чел.
Национальный состав
Согласно результатам переписи 2002 года, в национальной структуре населения русские составляли 98 %.

## Инфраструктура
В селе функционируют средняя общеобразовательная школа, детский сад, фельдшерско-акушерский пункт, ветеринарная станция, сельский клуб, библиотека и отделение связи.

## Улицы
Уличная сеть села состоит из 8 улиц
| Молодежная | Пионерская |
| ---------- | ---------- |
| Ленина     | Садовая    |
| Ал.Лебедя  | Новая      |
| Гагарина   | Лесная     |

.